# Sur l'herbe (Ravel)
Sur l’herbe est une mélodie de Maurice Ravel, pour chant et piano, sur un poème de Paul Verlaine, composée en 1907.

## Présentation
La mélodie Sur l’herbe sur un poème de Paul Verlaine, extrait de son recueil Fêtes galantes (1869), a été achevée de composer par Maurice Ravel le 6 juin 1907, soit deux jours avant un « Festival Maurice Ravel-Florent Schmitt » organisé au Havre par G. Jean-Aubry avec le concours de Maurice Ravel et de la chanteuse Hélène Luquiens.
Elle a été créée le 28 octobre 1907 au Lezezirkel (Cercle des lecteurs) de Zurich par la chanteuse Hélène Luquiens et par un pianiste non identifié, lors d’une conférence musicale de G. Jean-Aubry sur « Verlaine et la musique contemporaine ». Par erreur, il est parfois indiqué que cette création a eu lieu à Paris le 12 décembre 1907, date qui correspond à la première audition parisienne de la mélodie par Jane Bathori au chant et Maurice Ravel au piano ; la mélodie fut même bissée lors de cette première parisienne. À une date proche mais postérieure à celle de la création, fin octobre 1907 ou début novembre 1907, Hélène Luquiens a donné une seconde audition de Sur l’herbe à Genève. L’accueil de la mélodie en Suisse semble avoir été réservé, d’après une allusion de Maurice Ravel dans une lettre du 12 novembre 1907 à G. Jean-Aubry :

« Mlle Luquiens me demande le titre de la mélodie qu’elle devra chanter à Londres. Sur l’herbe a effaré Zurich et Genève, paraît-il. »

La mélodie a une durée moyenne d'exécution d'un peu plus de deux minutes.
La mélodie a paru aux éditions Durand dès 1907 et, chez le même éditeur, en 1909, dans le recueil Douze chants avec accompagnement de piano de Maurice Ravel.
Dans le catalogue des œuvres du compositeur établi par Marcel Marnat, la pièce porte le numéro « 64. (O.53) ».

## Analyse
Concernant l’interprétation de sa mélodie, Maurice Ravel donnait, dans une lettre du 9 septembre 1907 à G. Jean-Aubry, organisateur des conférences musicales sur Verlaine et la musique en Suisse de l’automne 1907, le conseil suivant à la chanteuse Hélène Luquiens chargée de la création :

« Sur l’herbe vient de paraître... les mouvements et les nuances sont très soigneusement marqués. Il faut, dans cette pièce, comme dans les Histoires naturelles, donner l’impression que l’on ne chante presque pas. Un peu de préciosité s’y impose. Le texte et la musique l’indiquent, d’ailleurs. »

Plusieurs études sur les œuvres vocales de Maurice Ravel passent cette mélodie sous silence. Arthur Hoérée considère que cette mélodie :

« illustre, avec un rare entendement de son esprit, l’exquise mosaïque de Verlaine et transpose fidèlement les divagations de l’abbé qui apprécie trop le vin de Chypre. Un mouvement de menuet — qui sait, à l’occasion, se muer en valse lascive — assure l’unité rythmique aux images fuyantes du poète, et en suggère à souhait la galanterie musquée du dix-huitième siècle. »

Jean Roy considère que cette mélodie est « l’un des chefs-d’œuvre de Ravel ». Il le justifie ainsi :

« C’est un poème de Verlaine léger et frivole comme des personnages de Watteau. Entre menuet et valse, avec de nombreux changements de tempo, Sur l’herbe montre la virtuosité de Ravel dans la traduction musicale d’un texte. Le sourire malicieux du musicien accompagne la prouesse. »

## Discographie
- Pierre Bernac, baryton, et Francis Poulenc, piano, Gramophone (DA-4891) ; CD, Cascavelle, 2002.
- Jacques Herbillon, chant, et Théodore Paraskivesco, piano, Arpège, 1977 ; Calliope (CAL 4856), 2004.
- Ravel : Complete Songs for Voice and Piano, CD 2, par Laurent Naouri, baryton, et David Abramovitz, piano, Naxos (8.554176-77), 2003.
- Ravel : Mélodies, CD, par Nora Gubisch, mezzo-soprano, et Alain Altinoglu, piano, Naïve (V5304), 2012.
- Maurice Ravel : The Complete Works, CD 14, par Jean-Christophe Benoît (baryton) et Aldo Ciccolini (piano), Warner Classics (0190295283261), 2020.

### Écrits de Maurice Ravel
- Maurice Ravel, L'intégrale : Correspondance (1895-1937), écrits et entretiens : édition établie, présentée et annotée par Manuel Cornejo, Paris, Le Passeur Éditeur, 2018, 1769 p. (ISBN 978-2-36890-577-7 et 2-36890-577-4, BNF 45607052)

### Monographies
- Vladimir Jankélévitch, Ravel, Paris, Seuil, coll. « Solfèges », 1956, rééd. 1995, 220 p. (ISBN 978-2-02-023490-0 et 2-02-023490-4) Réédition d'un ouvrage d'abord paru aux éditions Rieder en 1937
- Roland-Manuel, À la gloire de... Maurice Ravel, Paris, Nouvelle Revue Critique, 1938 (BNF 32580891), p. 261
- Marcel Marnat, Maurice Ravel, Paris, Fayard, coll. « Indispensables de la musique », 1986 (ISBN 2-213-01685-2, BNF 43135722), p. 208-209, 749.
- Christian Goubault, Maurice Ravel : le jardin féerique, Paris, Minerve, 2004, 357 p. (ISBN 2-86931-109-5, BNF 39264179).
- Bénédicte Palaux Simonnet, Maurice Ravel, Paris, Bleu Nuit éditeur, 2019, 176 p. (ISBN 978-2-35884-085-9).

### Articles et chapitres de livres
- G. Jean-Aubry, « Paul Verlaine et les musiciens », in La musique française d’aujourd’hui, Paris, Perrin, 1916 (2e édition), p. 236-252. Maurice Ravel est simplement cité dans une liste de compositeurs, p. 252-253
- Arthur Hoérée, « Les mélodies et l’œuvre lyrique », La Revue musicale, no 6,‎ 1er avril 1925, p. 47-64 Article paru dans un numéro spécial Maurice Ravel à l'occasion du cinquantième anniversaire du compositeur le 7 mars 1925, passage concernant Sur l’herbe, p. 54-55
- René Chalupt, « Maurice Ravel et les prétextes littéraires de sa musique », La Revue musicale, no 6,‎ 1er avril 1925, p. 65-74 (lire en ligne, consulté le 21 décembre 2021)
- Jean Roy, « Les mélodies de Maurice Ravel », Musical. Revue du Théâtre Musical de Paris-Châtelet, no 4,‎ juin 1987, p. 97-103